# Derk Groen
Derk Groen is een Nederlandse zanger-gitarist, arrangeur en componist. Hij kwam met West-Afrikaanse muzikanten in aanraking toen hij in 1986 een jaar in Madrid woonde en werkte. Terug in Nederland ging hij aan de slag met die Afrikaanse invloeden (onder andere percussie). Pop en blues kwamen op zijn weg en bleken hem eveneens erg goed te liggen. Dat resulteerde in het samenstellen van bands als: Magic Fingers (makossa-pop), el Fluviá (Afrikaans georiënteerde rock) en Anouk. Ook werd hij gevraagd voor Q65 (onvervalste Haagse jaren-60 blues), East Meets West (Turks georiënteerde wereldband) en Gnaoua Electrique (Marokkaanse soefimuziek). Hij speelt tevens in Cuccurullo Brillo Brullo. Naast het bandwerk is Groen educatief medewerker bij het Haags Pop Centrum. Sinds 2006 is hij docent elektrische gitaar aan de T.U. Delft. Sinds 2011 actief met de band GreenStein (André Boekestijn, Evert Willemstijn).

## Discografie
| Jaar | Formatie                       | Titel album                                             | Uitgebracht door                   |
| ---- | ------------------------------ | ------------------------------------------------------- | ---------------------------------- |
| 1995 | el Fluviá                      | el Fluviá                                               | Bella Godiva Music / Freddy Haayen |
| 1996 | Bana/Saka Band                 | Live op de 10e dag van de Romantische Muziek, Rotterdam | Derk Groen (kleine oplage)         |
| 1997 | Michel Banabila                | World Music/ Ambient Mystery                            | AV Music Publishers                |
| 1999 | Cuccurullo Brillo Brullo       | To be Frankly                                           | Pardon Music Productions           |
| 2000 | Q65                            | nieuw werk                                              | --                                 |
| 2001 | d D-man                        | d D-man (eigen werk)                                    | Derk Groen (kleine oplage)         |
| 2001 | Gnaoua Electrique & Maghraïbia | Live                                                    | Derk Groen (kleine oplage)         |
| 2002 | Party Green                    | Live at De Paap                                         | Derk Groen (kleine oplage)         |
| 2003 | Magic Fingers                  | Two worlds, one beat                                    | Stichting Hoela                    |
| 2005 | Cuccurullo Brillo Brullo       | Zapzurditiez                                            | Pardon Music Productions           |